# Sven Roland Kjellberg
Carl Sven Roland Kjellberg, född den 3 juni 1905 i Vänersnäs församling, Skaraborgs län, död den 28 april 1966 i Göteborg, var en svensk läkare. Han var sonson till August Kjellberg.
Kjellberg avlade medicine licentiatexamen 1932 och promoverades till medicine doktor 1942. Han var docent i medicinsk radiologi vid Karolinska institutet 1944–1958, biträdande överläkare vid Karolinska sjukhusets röntgendiagnostiska avdelning 1945–1951, överläkare 1951–1956, forskningsläkare där 1956–1958 samt professor i röntgendiagnostik vid Göteborgs universitet och överläkare vid Sahlgrenska sjukhuset från 1958. Kjellberg publicerade skrifter i röntgenologi. Han blev riddare av Nordstjärneorden 1962. Kjellberg vilar i sin familjegrav på Örgryte gamla kyrkogård.